# 산흥초등학교
산흥초등학교는 대한민국 대전광역시 동구 상소동에 있는 공립 초등학교이다.

## 학교 연혁
- 1946. 12. 10 산내국민학교 삼괴분교장 설립
- 1949. 09. 03 산흥국민학교 승격
- 1949. 12. 05 산흥국민학교 개교
- 1970. 12. 18 2층교사 신축(5개 교실)
- 1982. 01 .21 병설유치원 개설인가
- 1984. 12. 12 교실증축(1개 교실)
- 1986. 10. 17 수세식 화장실 완공
- 1987. 06. 18 관정 및 샤워장 신설
- 1991. 11. 11 교실증축(2개 교실)
- 1996. 03. 01 산흥초등학교로 개칭
- 1996. 11. 14 급식실 준공
- 1996. 11. 29 동·서편 투시형 담장 준공
- 2003. 09. 20 대수선공사
- 2008. 10. 15 유치원 수면실 시설 개선
- 2009. 01. 24 방과후 보육교실 시설 개선
- 2009. 03. 02 급식실 및 다목적실 증축
- 2015. 02. 13 제64회 졸업
- 2015. 03. 01 6학급 편성(병설유치원 1학급)

## 참고 자료
- 산흥초등학교 - 한국교육학술정보원 학교알리미